# Фізичне моделювання звуку
Фізи́чне моделюва́ння зву́ку — сукупність методів синтезу звуку, в яких форма хвилі генерованого звуку обчислюється за допомогою математичної моделі, що складається з набору рівнянь і алгоритмів для симуляції фізичного джерела звуку, зазвичай музичного інструменту. Така модель складається з законів фізики (можливо спрощених), які визначають спосіб отримання звуку, і зазвичай містять кілька параметрів, одні з яких описують фізичні властивості матеріалів і розміри інструмента, інші — змінюються з часом і описують взаємодію виконавця з інструментом (техніку виконання).
Наприклад, для моделювання звуку барабана, потрібна формула, що описує передачу енергії від барабанної палички до двовимірної мембрані. Далі, властивості мембрани (розподіл маси, жорсткість тощо), резонування звуку в циліндричному корпусі барабана, граничні умови (пружний удар мембрани про корпус барабана) регулюють рух мембрани в часі і визначають підсумкову форму звукової хвилі.
Схожі стадії моделювання будуть і для таких інструментів, як скрипка, хоча початкове збудження системи в цьому випадку буде регулюватися характером ковзання смичка по струні, шириною смичка, резонансом та демпфіруванням струн, передачею вібрацій струни через міст, і, нарешті, резонансом корпусу скрипки.
Хоча фізичне моделювання не було новим напрямком в акустиці і синтезі, а метод кінцевих різниць використовувався для вирішення хвильового рівняння Гіллером і Руїсом в 1971 році, даний метод не був широко поширений аж до винаходу алгоритму Карплуса-Стронга. Потім алгоритм був поліпшений і узагальнений Джуліусом О. Смітом до обчислювально ефективного методу цифрового хвилеводу, що призвело до потужного розвитку цифрової обробки сигналів наприкінці 1980-х і до здешевлення комерційних реалізацій.
«Yamaha» підписала контракт зі Стенфордським університетом у 1989 для спільної розробки методу цифрових хвилеводів, і з тих пір більшість патентів в цій області належать їм.
Першим комерційно доступним синтезатором з реалізацією фізичного моделювання звуку став Yamaha VL1, випущений в 1994 році.
У той час, як ефективність методом синтезу цифрових хвилеводом зробила фізичне моделювання доступним для звичайного апаратного забезпечення для обробки сигналів, реалістична емуляція фізичних інструментів часто вимагає використання нелінійних елементів. У цих випадках цифрові хвилеводи часто поєднують з методом скінченних різниць у часовій області, методом кінцевих елементів або цифровими хвильовими фільтрами, збільшуючи таким чином обчислювальну складність моделі.

## Технології фізичного моделювання звуку
Приклади методів фізичного моделювання звуку:
- Алгоритм Карплуса-Стронга
- Цифровий хвилевід
- Фізичні мережі взаємодіючих мас
- Формантний синтез

## Віртуальні інструменти
- Tension, Electric, Collision, Corpus — входять до складу Ableton Live Suite
- Ultrabeat, EVP88, EVB3, EVD6, Sculpture — входять до складу Logic Pro
- Native Instruments Reaktor
- Cycling '74 * ChucK (ModalBar, Brass, Bowed, Flute, Mandolin, Sitar, Schüttler і інші модулі фізичної генерації звуку)
- SuperCollider
- IRCAM Modalys
- Modartt Pianoteq — піаніно
- AAS String Studio VS-2 — гітари, бас-гітари, арфи, смичкові та ударні інструменти
- AAS Chromaphone
- AAS Tassman — модульна середовище фізичного синтезу звуку
- Arturia BRASS — труба, тромбон і саксофон
- Keolab Spicy Guitar — акустичні гітари
- Kong Drum Designer — у складі Propellerhead Reason — барабани
- Yamaha S-YXG100 + VL і S-YXG1000 + PolyVL (другий випускався тільки в Японії). Дані інструменти були в основному програмними еквівалентами апаратних MIDI-синтезаторів карт DS-XG / чипсетів YMF, згаданих в наступній секції. PolyVL мав восьмиголосну поліфонію для фізичного моделювання, в той час як VL (і всі апаратні синтезатори Yamaha VL) мали лише один голос (оригінальний VL-1 мав два голоси). Оскільки для підтримки VL на чипсетах DX-XG потрібні драйвери .VxD, синтезатор працював тільки на не-версіях Windows NT (9# і ME), і не працював на NT, 2000, XP і наступних. Yamaha з тих пір припинила виробництво даних синтезаторів.
- Image-Line Sakura
- Madrona Labs Kaivo

## Апаратні синтезатори
- Korg OASYS і Korg Kronos — STR-1 Plucked string
- Korg OASYS PCI
- Korg Prophecy
- Korg SOLO-TRI (плата розширення для Trinity з рушієм синтезу Prophecy)
- Korg Z1
- Korg MOSS-TRI (плата розширення для Trinity з рушієм синтезу Z1) і EXB-MOSS (пультитембральна плата розширення для Triton і робочої станції KARMA з рушієм синтезу Z1)
- Yamaha VL1, VP1 і VL7
- Yamaha VL70m, PLG-100VL і 150VL (VL70m у вигляді підключається карти, яку можливо встановити в кілька моделей клавіатур Yamaha, модулі тони і високоякісна MIDI-карта для персонального комп'ютера SW1000XG)
- Yamaha EX5, EX5R
- Technics WSA1/WSA1R
- Clavia Nord Modular G2
- Alesis Fusion
- Roland V-Piano
- Pianoid
- Physis Unico
- Physis Piano (вироблено в Італії, сенсорний інтерфейс)
- Hartmann Neuron і Neuron VS
- Mungo p0 p0 (перкусійний модуль Eurorack)
- Mutable Instruments Elements  (модуль Eurorack)
- KeyboardPartner HX3 HX3 Hammond synthesizer (також відомий як «HOAX» — Hammond On A Xilinx chip).